# Loum Tchaouna
Loum Tchaouna (Sarcelles, 27 april 2005) is een Frans voetballer die doorgaans als aanvaller speelt. Hij verruilde SS Lazio in juli 2025 voor Burnley.

## Clubcarrière
Tchaouna genoot zijn jeugdopleiding bij FC Kronenbourg, SC Schiltigheim, RC Strasbourg en Stade Rennais. Op 26 september 2021 maakte hij in het shirt van laatstgenoemde club zijn profdebuut: op de achtste competitiespeeldag van de Ligue 1 mocht hij tegen Bordeaux in de 83e minuut invallen voor Gaëtan Laborde.

## Clubstatistieken
| Seizoen         | Club            | Land               | Competitie      | Competitie | Competitie | Beker | Beker | Supercup | Supercup | Europees | Europees | Totaal | Totaal |
| Seizoen         | Club            | Land               | Competitie      | Wed.       | Dlp.       | Wed.  | Dlp.  | Wed.     | Dlp.     | Wed.     | Dlp.     | Wed.   | Dlp.   |
| --------------- | --------------- | ------------------ | --------------- | ---------- | ---------- | ----- | ----- | -------- | -------- | -------- | -------- | ------ | ------ |
| 2021/22         | Stade Rennais   | Vlag van Frankrijk | Ligue 1         | 10         | 0          | 0     | 0     | —        | —        | 4        | 0        | 14     | 0      |
| Carrière totaal | Carrière totaal | Carrière totaal    | Carrière totaal | 10         | 0          | 0     | 0     | 0        | 0        | 4        | 0        | 14     | 0      |

Bijgewerkt op 24 juni 2022.